# José Miguel Oliver Solano
José Miguel Oliver Solano, más conocido como Chemi, (Puerto de Mazarrón, Mazarrón, Murcia, 19 de febrero de 1996) es un jugador de fútbol sala español que juega como guardameta en el Jimbee Cartagena y en la Selección de fútbol sala de España.

## Carrera
Chemi comenzó su carrera en las categorías inferiores de ElPozo Murcia, en cuyo filial estuvo desde 2013 y hasta 2018, cuando se marchó a tierras gallegas para jugar en el O Parrulo Fútbol Sala. En las filas del conjunto gallego jugó dos temporadas desde 2018 a 2020.
El 14 de julio de 2020, firma por el Jimbee Cartagena de la Primera División de fútbol sala.
El 10 de abril de 2021, hace su debut con la Selección de fútbol sala de España.
El 18 de febrero de 2023, Chemi es renovado por el conjunto cartagenero por tres temporadas.
El 23 de junio de 2024, logra el título de la Primera División de fútbol sala con el Jimbee Cartagena al vencer en la final a ElPozo Murcia por tres victorias a uno en el cuarto partido de la final.

## Clubes
- ElPozo Ciudad de Murcia (2015-2018)
- O Parrulo Fútbol Sala (2018-2020)
- Jimbee Cartagena (2020-)

## Palmarés

### Colectivos
- 2 x Supercopa de España (2024) (2025)
- 2 x Primera División de fútbol sala (2024) (2025)